# Alvin Stardust
Bernard William Jewry, född 27 september 1942 i Muswell Hill i Haringey i London, död 23 oktober 2014 i Billingshurst i West Sussex, var en brittisk sångare känd under artistnamnet Shane Fenton och senare under artistnamnet Alvin Stardust.
Han hade flera stora hits i början av 1960-talet under namnet Shane Fenton och fick sedan ett par större hits 1974 under namnet Alvin Stardust.

## Diskografi
Album som Alvin Stardust
- 1973 – The Untouchable
- 1974 – Alvin Stardust
- 1975 – Rock With Alvin
- 1981 – A Picture of You
- 1984 – I Feel Like...
- 2014 – Alvin (postumt)

Singlar som Shane Fenton & the Fentones (urval)
- 1961 – "I'm A Moody Guy"/"Five Foot Two Eyes Of Blue" (UK#22)
- 1962 – "Cindy's Birthday"/"It's Gonna Take Magic" (UK#19)
- 1962 – "Too Young For Sad Memories"/"You're Telling Me"

Singlar som Alvin Stardust (urval)
- 1974 – "My Coo-Ca-Choo"/"Pull Together" (med Peter Shelley) (UK#2)
- 1974 – "Jealous Mind"/"Guitar Star" (UK#1)
- 1981 – "Pretend"/"Goose Bumps" (UK#4)
- 1982 – "Weekend"/"Butterflies"
- 1984 – "I Feel Like Buddy Holly"/"Luxury" (UK#7)